# Singing Ringing Tree
Singing Ringing Tree, neboli Zpívající zvonící strom, je větrem poháněné umělecké dílo, které svým tvarem připomíná strom. Socha díky pohybu větru vydává zvuky. Nachází se v pohoří Pennine, odkud je výhled na Burnley v Lancashire v Anglii. Vystavěna byla v roce 2006 a je jednou ze čtyř soch ze série Panopticons od East Lancashire Environmental Arts Network. Sochu vytvořili architekti Mike Tonkin aAnna Liu ze společnosti Tonkin Liu. Zpívající zvonící strom na výšku dosahuje tří metrů.